# 전진이탈리아 (2013년)
전진 이탈리아(Forza Italia)는 이탈리아의 중도우파 정당이다. 당 대표는 1994–1995, 2001–2006, 2008–2011년 3번의 이탈리아 총리직을 역임한 실비오 베를루스코니이다.

## 이념과 파벌
전진 이탈리아의 이념은 기독교 민주주의, 자유보수주의, 보수주의, 우익대중주의를 포함한 빅텐트 우파 정당이었던 이전의 자유민중당들과 유사하다. FI는 극우, 강성보수가 아닌 보수, 천주교의 대안으로 내세우며, 중도우파에서 우익 성향을 띄고 있다.
NCD(NewCentre-Right)의 출구로 인해 FI은 좀 더 중도적인 기반을 가지고 있었다. 일반적으로 말해서, 오랫동안 준비해 온 FIT복귀과 함께, 베를루스코니는 당의 "자유 주의적 뿌리"로 복귀하는 것을 목표로 했는데, 그렇게 함으로써, 그는 피에 굶주린 안토니오 마르티노 같은 중도주의자들과의 유대를 강화하는 한편, NCD에 많은 기독교 민주주의자들과 보수주의자들을 잃었다. 하지만 NCD의 내부 투쟁과 인기 대체물(AP)로의 전환, 분열 등으로 인해 일부 NCD보수 주의자들이 FID로 복귀했다. 게다가, 2015년 FIP는 마테오 렌치 내각을 지지하는 자유 대중 연합을 결성한 일부 진보 성향 의원들을 잃었다.
FI에는 여러 파벌과 이념적 경향이 포함되어 있다. 이 당의 지도부는 언론인들에 의해"마법의 원"이라고 명명된 조직화된 계파는 오래 전부터 있었다. 이 모임은 특히 지오바니 토티, 마리아로사리아 로시, 데보라 베르가미니, 프란체스카 파스칼레(베를루스코니의 파트너)등 베를루스코니의 가장 가까운 동맹국들로 구성되어 있었다. 2015년 리구리아 대통령에 당선된 이래, 토티는 베를루스코니 총리로부터 더 많은 자치권을 얻었으며, 리가노르드 총리와의 긴밀한 관계를 지지하는 더욱 강력한 지지자가 되었다. 2018년에서 Toti고 베를루스코니의 부대통령으로 안토니오 Tajani을 임명했다"정치적 상담자"(응가에 가장 가까운 일이)의 제목을 잃었다. 2019년 Toti는 마침내 당을 떠났다.
사회 문제에 있어서는 비록 소수의 정치인들이 자유주의자로 간주될 수 있지만, 대부분의 정치인들은 보수적이다. 코리에 델라 세라의 글에 따르면 당은 1994년의 본래 가치(자유 주의, 사회주의적 뿌리, 심지어 급진적 요소 포함)로 되돌아가고, 의원들의 양심의 자유를 존중하며, NCD의 입장을 고수하는 동안 시민 단체에 개방적인 태도를 보였다.유럽의 전통주의자들과 더 가깝다. 2014년 10월 베를루스코니는 이탈리아에서 태어난 이민자 자녀들에게 동성애자들을 위한 시민 연합과 시민권 취득을 위한 더 빠른 길에 대한 렌치의 제안을 개인적으로 지지했다. 하지만, 최근의 발전은 그 당은 더 사회적으로 보수적인 것을 증명했다. FID는 결혼은 오직 남녀의 결합으로 간주한다고 밝혔다. 대다수의 조합원들은 시민 단체에 반대 표를 던졌고, 반면에 NCD는 시민 단체에 찬성 표를 던졌다. 게다가, 그 당은 학교에서 성 연구를 가르치는 것에 비판적이다. 정당 구성원들은 일반적으로 낙태와 안락사를 제한하려고 한다. 그 정당은 불법 이민과 중도 좌파 연합 정부에 의해 운영되는 방식을 비난해 왔다. 그것은 또한 이탈리아에 JusSoli의 도입에 반대한다고 선언했다. 또 건강에 부정적일 가능성이 있고 범죄 문제 해결에 유용하지 않은 약물 자유화에 반대하고 있다. 언제 FI및 이전 대통령 권력에서, Fini-Giovanardi 법의 문제에 대한 입법도록 제한했다. 마지막으로 FI는 이탈리아를 기독교 문명을 가진 나라로 생각하고, 따라서 공공 장소에서 기독교 상징을 전시하는 호의를 가지고 있다.
경제 문제에 있어서 FID는 공공 부문보다는 민간 부문을 더 지지한다. 그것은 사업주들의 이익을 대변하는 것을 목표로 한다. 따라서, 그것은 종종 세금 감면, 관료 주의, 공공 지출의 감소를 옹호해 왔다. 그것의 최근 제안 중 하나는 일률적인 세금의 도입이다. 게다가, FI는 보호 무역보다는 자유 무역 협정을 더 지지한다.
외교 정책에 있어서, 당은 비판, NATO, 그리고 미국과의 긴밀한 관계에도 불구하고 유럽 연합을 지지한다. FIK는 또한 러시아와의 좋은 관계, 특히 러시아 시장으로 수출하는 이탈리아 회사들의 이익을 보호하기 위해 찾고 있다. 당은 유럽의 중도 우파 유럽 국민당 그룹의 당원이다. 대부분의 회원국들은 타자니(2017년 이후 유럽 의회 의장)를 대표하는 유럽 연합(EU)을 지지하는 반면, 일부 회원국들은 약간 유럽 연합(EU)에 대한 유럽 연합(EU)의 역할을 비판해 왔다. 유럽 연합(EU)개혁을 지지하면서 유럽 연합(EU)의 개혁을 지지하는 유럽 연합(EU)의 라벨을 거부한 베를루스코니 총리는 수년 간의 적대감 끝에 유럽 통합과 포퓰리즘에 대한 지지를 재확인했다.

## 역대 선거결과

### 이탈리아 총선
| 이탈리아 하원 |                |        |           |      |                     |
| 년도          | 득표수         | 득표율 | 의석 수   | +/–  | 대표                |
| 2018년        | 4,590,774 (#4) | 14.01  | 106 / 630 | 보합 | 실비오 베를루스코니 |

| 이탈리아 상원 |                |        |          |      |                     |
| 년도          | 득표수         | 득표율 | 의석 수  | +/–  | 대표                |
| 2018년        | 4,352,380 (#4) | 14.43  | 58 / 315 | 보합 | 실비오 베를루스코니 |

### 이탈리아 유럽의회 선거
| 년도   | 득표수         | 득표율 | 의석 수 | +/–  | 대표                |
| ------ | -------------- | ------ | ------- | ---- | ------------------- |
| 2014년 | 5,807,362 (#3) | 16.81  | 13 / 73 | 보합 | 실비오 베를루스코니 |
| 2019년 | 2,351,673 (#4) | 8.8    | 7 / 76  | 6    | 실비오 베를루스코니 |